# Falera
Falera (hasta 1943 oficialmente en alemán: Fellers) es una comuna suiza del cantón de los Grisones, situada en la región de Surselva. Limita al norte y al este con la comuna de Laax, al sur con Sagogn y Schluein, y al oeste con Ladir, Schnaus y Ruschein.

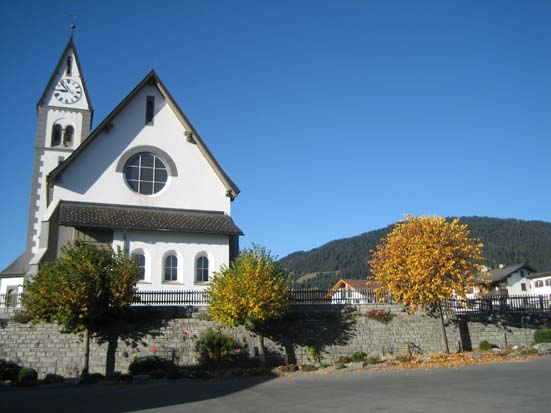
Iglesia del Sagrado Corazón de Jesús.